# Lussemburgo ai Giochi della XXXII Olimpiade
Il Lussemburgo ha partecipato ai Giochi della XXXII Olimpiade, che si sono svolti a Tokyo, Giappone, dal 23 luglio all'8 agosto 2021 (inizialmente previsti dal 24 luglio al 9 agosto 2020 ma posticipati per la pandemia di COVID-19) con dodici atleti, otto uomini e quattro donne.
Si è trattata della venticinquesima partecipazione di questo paese ai Giochi estivi.

## Delegazione
| Sport            | Uomini | Donne | Totale |
| ---------------- | ------ | ----- | ------ |
| Atletica leggera | 2      | 0     | 2      |
| Ciclismo         | 2      | 1     | 3      |
| Equitazione      | 1      | 0     | 1      |
| Nuoto            | 1      | 1     | 2      |
| Tennistavolo     | 0      | 2     | 2      |
| Tiro con l'arco  | 1      | 0     | 1      |
| Triathlon        | 1      | 0     | 1      |
| Totale           | 8      | 4     | 12     |

## Atletica leggera
| Q | Qualificato al turno successivo per la posizione in qualificazione                                                           |
| q | Qualificato per il turno successivo per ripescaggio o, negli eventi su campo, conquistando la misura minima per qualificarsi |

Eventi su pista e strada
| Atleta          | Evento                    | Batteria  | Batteria  | Semifinale | Semifinale | Finale    | Finale    |
| Atleta          | Evento                    | Risultato | Posizione | Risultato  | Posizione  | Risultato | Posizione |
| --------------- | ------------------------- | --------- | --------- | ---------- | ---------- | --------- | --------- |
| Charles Grethen | 1500 metri piani maschili | 3'41"90   | 6° Q      | 3'32"86    | 2° q       | 3'36"80   | 12°       |

Eventi su campo
| Atleta       | Evento                  | Qualifica | Qualifica | Finale          | Finale          |
| Atleta       | Evento                  | Misura    | Posizione | Misura          | Posizione       |
| ------------ | ----------------------- | --------- | --------- | --------------- | --------------- |
| Bob Bertemes | Getto del peso maschile | 20.16     | 21°       | non qualificato | non qualificato |

## Ciclismo su strada
| Atleta            | Evento                   | Tempo    | Posizione |
| ----------------- | ------------------------ | -------- | --------- |
| Kevin Geniets     | Corsa in linea maschile  | 6:15:38" | 37º       |
| Michel Ries       | Corsa in linea maschile  | 6:21:46  | 73º       |
| Christine Majerus | Corsa in linea femminile | 3:55:13  | 20ª       |
| Christine Majerus | Corsa in linea femminile | 34:34.13 | 21ª       |

## Equitazione

### Dressage
| Atleta         | Cavallo            | Gara        | Grand Prix | Grand Prix | Grand Prix Special | Grand Prix Special | Grand Prix Freestyle | Grand Prix Freestyle | Totale          | Totale          |
| Atleta         | Cavallo            | Gara        | Punteggio  | Classifica | Punteggio          | Classifica         | Tecnico              | Artistico            | Punteggio       | Classifica      |
| -------------- | ------------------ | ----------- | ---------- | ---------- | ------------------ | ------------------ | -------------------- | -------------------- | --------------- | --------------- |
| Nicolas Wagner | Quater Back Junior | Individuale | 70.512     | 25º        | non qualificato    | non qualificato    | non qualificato      | non qualificato      | non qualificato | non qualificato |

## Nuoto
| Atleta              | Gara                             | Batterie | Batterie | Semifinali      | Semifinali      | Finale          | Finale          |
| Atleta              | Gara                             | Tempo    | Pos.     | Tempo           | Pos.            | Tempo           | Pos.            |
| ------------------- | -------------------------------- | -------- | -------- | --------------- | --------------- | --------------- | --------------- |
| Raphaël Stacchiotti | 200 metri misti maschili         | 2:03.17  | 52°      | non qualificato | non qualificato | non qualificato | non qualificato |
| Julie Meynen        | 50 metri stile libero femminili  | 25.36    | =25ª     | non qualificata | non qualificata | non qualificata | non qualificata |
| Julie Meynen        | 100 metri stile libero femminili | 55.69    | 32ª      | non qualificata | non qualificata | non qualificata | non qualificata |

## Tennistavolo
| Atleta         | Evento            | Preliminari | Preliminari | 64-esimi           | 64-esimi | 32-esimi        | 32-esimi        | 16-esimi        | 16-esimi        | Ottavi di finale | Ottavi di finale | Quarti di finale | Quarti di finale | Semifinali      | Semifinali      | Finale          | Finale          | Classifica      |
| Atleta         | Evento            | Avver.      | Punt.       | Avver.             | Punt.    | Avver.          | Punt.           | Avver.          | Punt.           | Avver.           | Punt.            | Avver.           | Punt.            | Avver.          | Punt.           | Avver.          | Punt.           | Classifica      |
| -------------- | ----------------- | ----------- | ----------- | ------------------ | -------- | --------------- | --------------- | --------------- | --------------- | ---------------- | ---------------- | ---------------- | ---------------- | --------------- | --------------- | --------------- | --------------- | --------------- |
| Sarah de Nutte | Singolo femminile | Bye         | Bye         | P. Trifonova (BUL) | P (3-4)  | non qualificata | non qualificata | non qualificata | non qualificata | non qualificata  | non qualificata  | non qualificata  | non qualificata  | non qualificata | non qualificata | non qualificata | non qualificata | non qualificata |
| Ni Xialian     | Singolo femminile | Bye         | Bye         | Bye                | Bye      | Shin Y-b (KOR)  | P (3-4)         | non qualificata | non qualificata | non qualificata  | non qualificata  | non qualificata  | non qualificata  | non qualificata | non qualificata | non qualificata | non qualificata | non qualificata |

## Tiro con l'arco
| Atleta        | Evento               | Round di qualificazione | Round di qualificazione | 32-esimi                  | 16-esimi                  | Ottavi                    | Quarti                    | Semifinali                | Finale/ Finale per il bronzo | Pos.            |
| Atleta        | Evento               | Punteggio               | Seed                    | Avversario Seed Punteggio | Avversario Seed Punteggio | Avversario Seed Punteggio | Avversario Seed Punteggio | Avversario Seed Punteggio | Avversario Seed Punteggio    | Pos.            |
| ------------- | -------------------- | ----------------------- | ----------------------- | ------------------------- | ------------------------- | ------------------------- | ------------------------- | ------------------------- | ---------------------------- | --------------- |
| Jeff Henckels | Individuale maschile | 646                     | 55°                     | M. Gazoz (TUR) P (0-6)    | non qualificato           | non qualificato           | non qualificato           | non qualificato           | non qualificato              | non qualificato |

## Triathlon
| Atleta         | Evento        | Nuoto  | Trans. 1 | Ciclismo | Trans. 2 | Corsa  | Totale   | Classifica |
| -------------- | ------------- | ------ | -------- | -------- | -------- | ------ | -------- | ---------- |
| Stefan Zachäus | Gara maschile | 17'56" | 39"      | 56'29"   | 32"      | 36'45" | 1h52'21" | 44°        |